# Charles Bisschops
Charles-Louis Bisschops (Luik, 25 april 1894 – Rossignol, 1975) was een Belgisch kunstschilder, graficus en tekenaar.

## Biografische gegevens
Hij was leerling aan de Academie van Brussel van 1912 tot 1919. Voornaamste professoren waren Jean Delville en Constant Montald.
Bisschops was vrijwilliger tijdens de Eerste Wereldoorlog. Hij werd hierbij tweemaal gewond. Hij huwde in 1920 met Lucienne, dochter van de beeldhouwer Jules Coessens. 
Hij reisde nadien in Italië, Algerië (1921), Spanje en Frankrijk. Het licht en de felle zon in deze landen leidden hem tot in zijn werken tot een fel koloriet en een helder kleurenpalet.
Hij was in 1944 medewerker van Alfred Bastien en Charles Swyncop bij de realisatie van diens "Panorama van de Slag van Dinant".
In 1965 verhuisde hij naar Rossignol, Frankrijk.

## Oeuvre
Bisschops schilderde figuren, genretaferelen, landschappen, en was ook decoratieschilder en ontwerper van decors. Bij zijn figuurstukken zijn er vooral voorstellingen van elegante modieuze vrouwen, danseressen en van Spaanse vrouwen in klederdracht. Kort na de Eerste Wereldoorlog was er een fase in zijn werk die de onnoemelijke droefgeestigheid van dit gebeuren vertolkte.
Zijn etsen hadden dezelfde thematiek als zijn schilderijen. Opmerkelijk is een album met etsen “La Légende d’Hiram”, weergaven van muurschilderijen in een Brusselse vrijmetselaarsloge.

## Musea
- Arlon, Musée Gaspar-Collection de l'Institut Archéologique du Luxembourg.
- Sint-Joost-ten-Node, Museum Charlier
- Charleroi
- Bergen
- Doornik
- Riga
- Martigues

- Belgische Staat

## Tentoonstellingen
- 1925, Charleroi, Galerie Le Salon